# 汪叡
汪 叡（おう えい、生没年不詳）は、元末明初の官僚。字は仲魯、号は一員、または蓉峰。本貫は徽州婺源県。

## 生涯
元末に弟の汪同とともに人々を集めて郷邑を守り、饒州の奪回を助けた。浮梁州同知に任じられたが、就任しなかった。至正17年（1357年）、胡大海が休寧を攻め落とすと、汪叡兄弟は朱元璋に帰順した。婺源に星源翼分院が設置されると、汪同が院判となり、汪叡は郷里に帰った。至正20年（1360年）秋、汪同が兵を率いて鄱陽で争い、敗北して妻子を棄て、浙西に逃亡した。朱元璋は汪同の裏切りを疑い、汪叡を応天府に召し出して人質にした。まもなく汪同が張士誠に殺されたとの報が伝わると、汪叡は安慶税令に任じられた。ほどなく参賛川蜀軍事として召されたが、病のため辞退して官を去った。
洪武17年（1384年）、汪叡は再び召し出されて洪武帝（朱元璋）の謁見を受け、『書経』西伯戡黎篇の講義を命じられ、左春坊左司直に任じられた。宮中の宴会で劉三吾・朱善とともに三老と称された。柳公権の「薫風自南来」の詩に続く句を作るよう命じられ、汪叡はこれに応えて洪武帝に喜ばれた。春夏に死刑の執行を停止するよう求めて、聞き入れられた。洪武18年（1385年）、病のため帰休を願い出た。